# Pád domu Usherů (opera)
Pád domu Usherů (v anglickém originále The Fall of the House of Usher) je komorní opera o prologu a dvou dějstvích Philipa Glasse z roku 1987.
Autorem libreta je Arthur Yorinks, který jej zpracoval na základě stejnojmenné hororové povídky Edgara Allana Poea. Světová premiéra díla se uskutečnila 18. května 1988 v American Repertory Theatre v Cambridge (Massachusetts).
Toto dílo se stalo po Einsteinovi na pláži autorovou druhou nejpopulárnější operou.
Česká premiéra proběhla 29. 5. 1999 ve Státní opeře Praha v rámci mezinárodního festivalu Pražské jaro.
Stejnojmennou operu (La Chute de la maison Usher) komponoval v letech 1909-1917 Claude Debussy, ale nedokončil ji; existují dokončení Carolyne Abbateové (1977) a Juana Allende-Blina (1979). Operu Usher House napsal roku 2014 skladatel Gordon Getty.

## Postavy
- Madeleine Usher (soprán)
- Roderick Usher (tenor)
- William, přítel a vypravěč (baryton)
- Lékař (tenor)
- Sluha (baryton)

## Nahrávky
2017 Jonas Hacker (Roderick Usher), Madison Leonard (Madeleine Usher), Ben Edquist (William), Nicholas Nestorak (Lékař), Mathew Adam Fleisher (Sluha), Inscape Chamber Orchestra, dirigent Joseph Li, Orange Mountain Music CD OMM0138